# Стадион Отока
43° 50′ 46″ N 18° 21′ 32″ E / 43.84611° С; 18.35889° И
Стадион Отока је фудбалски стадион у Сарајеву, Босна и Херцеговина. Налази се уз реку Миљацку у близини насеља Отока, по којем је и добио име. На стадиону као домаћин игра Олимпик Сарајево, који се такмичи у Премијер лиги Босне и Херцеговине. Капацитет стадиона је 5.000 места.
Стадион је изграђен 1993, за време рата. Основна идеја је његове изградње било је да промовише спорт, поготово фудбал у том делу града, јер није било другог спортског објекта у то време.
Стадион се тренутно налази у фази реконструкције и надоградње, чији је завршетак планиран за почетак 2011. године. Зог ових радова Олимпик своје утакмице игра на Грбавици. Реновирање обухвата покривање западне трибине и изградњу три потпуно нове покривене трибине: источна за седење, а северна и јужна за стајање. Капацитет ће бити повећан на 9.000 и теренска површина ће бити покривен вештачком травом. Такође, неке додатне функције као што су продавнице и ресторани ће бити отворени у подтрибинском простору.